# Josip Išpanović
Josip Išpanović - Đano (Subotica, 15. ožujka 1926. – Baranjsko Petrovo Selo ožujka 1945.), hrvatski pripadnik pokreta otpora i antifašistički borac iz Bačke.
Sin u obitelji Hrvata, gostioničara Laze i Antonije r. Gabrić. Završio osnovnu školu i vodoinstalaterski obrt. Pokretu otpora približio se preko očeve gostionice, u kojoj su se okupljali ljudi iz kruga oko NK Bačke, čiji se stadion nalazio blizu očeve gostionice. U pokretu djeluje od 1943. rasturanjem letaka i pisanjem antifašističkih parola. Pridružio se 8. vojvođanskoj udarnoj brigadi nakon njena dolaska u Suboticu 10. listopada 1944. Bio je u intendantskoj službi, skrbeći se o konjima. Sudionik bitke na Batini studenoga 1944. Prošavši Baranju, ožujka 1945. njegova se brigada angažira u bitci kod Bolmanskog mostobrana. Poginuo je nesretnim slučajem od prijateljskog metka. Pogodio ga je zalutali metak koji je sovjetski vojnik ispalio na njemačke zarobljenike. Pokopan je u obiteljskoj grobnici na Kerskom groblju u Subotici.